# チャイナリスク
チャイナリスクまたは中国リスク（英語: China risk）とは、中華人民共和国が抱える様々な矛盾や不均衡のことである。
特に、外国企業（日本企業も含む）が中国国内で経済活動を行う際に生じるリスク（カントリーリスク）を指すことが多い。

## 概要

### チャイナリスクの体系
- オペレーションリスク
  - 生産
    - 品質管理の困難：食のチャイナショック：2008年に起こった中国製冷凍毒餃子事件は、安全安心を掲げてきた生活協同組合のCO・OPブランドで販売された中国製食品であっただけに、その影響とショックはなおさら大きく、2014年に発生した食品消費期限切れ問題で、改めて中華人民共和国における中国産食品の安全性など製品の品質管理の難しさを、消費者に認知させる結果になった。
    - 部品・原材料の現地調達の困難
    - 限界に近づきつつあるコスト削減
    - 輸入品に対する高関税、非関税障壁

  - 販売
    - 代金回収の困難
    - 模倣品と海賊版の氾濫
    - 在庫調整と需要予測の困難
    - 国営マスコミによる海外製品批判：外資の不正監視を名目として、毎年3月15日の世界消費者権利デーに合わせて、中国中央テレビが『315晩会』で外資企業の商品やサービスに関して、理不尽かつ必要以上の批判が放映され、その影響として、企業による謝罪声明、急激なシェア低下、リコール、中国当局による販売停止などが発生している。
    - 賄賂：ダノン傘下の中国飲料メーカー杭州娃哈哈合資公司の董事長は、2013年の全国人民代表大会において、政府当局者が保持する許認可権限の腐敗が経済の足枷であることを指摘、「許認可を得るため、賄賂を贈る者もいる」と発言している。

  - 雇用・労働
    - 人材（中間管理職・技術者）の採用難
    - 労働者の質・教育レベル
    - 賃金水準の上昇
    - 労務問題（ストライキ、労働組合問題など）
    - 過剰な縁故採用・縁故昇進（縁故資本主義の横行）
    - ジョブホッピング

  - 投資環境
    - 不透明な政策運営
    - 中央・地方の不統一性
    - 経済法制度の未整備
    - 恣意的な法制度の運用
    - 会計制度・税制の不備および運用の不透明性
    - 技術流出および不十分な保護で起こる中国の知的財産権問題
    - 運輸・電力などインフラ問題
    - 外国資本優遇措置の見直し
    - 外資系企業及び地場企業との競争激化
    - M&Aの増加に伴う統合、敵対的買収の横行

  - 経済
    - 人民元の為替レートを意図的に操作する為替操作国疑惑
    - 中国経済の持続的成長
    - 政府のマクロ経済の運営
    - インフレーション若しくはデフレーション圧力
    - 不動産バブル
    - 不良債権問題
    - 証券市場の低迷
    - 為替制度改革
    - 恒常的な国家財政の赤字
    - 国有企業改革
    - 資源・エネルギー不足

- セキュリティーリスク
  - 中国民事訴訟法231条問題(のちに255条に改定)  近年、訴訟をおこされ、未解決の案件があると裁判所が判断するだけで外国人に対する出国制限措置が容易に発動されている。
  - 対日本抗議行動
    - 反日デモ
    - 不買（ボイコット）運動
    - 日系企業への破壊行為、日本車の破壊行為とそれに起因する日本車購入回避

  - 治安悪化
    - 黒社会（ヤクザ）の横行
    - 誘拐
    - 盗難

  - 新興感染症
    - 後天性免疫不全症候群（エイズ）の拡大
    - 重症急性呼吸器症候群（SARS）：2002年12月広東省広州において海鮮卸売業を営む周作芬が中山大学付属第二病院に担ぎ込まれたことからはじまる、いわゆる新型肺炎。SARSは中国を発端とし、わずか7か月で世界29カ国に広がり800人近くの死者を出した。闘病を強いられその後無事回復した初の患者である周作芬は病院で「毒王」というあだ名で呼ばれた[4]。
    - 2019新型コロナウイルス（新型コロナウイルス感染症の流行 (2019年-)）

  - 動物伝染病・家畜伝染病・人獣共通感染症の脅威
    - 鳥インフルエンザ
    - 狂犬病[5]
    - アフリカ豚熱

#### 商行為以外でのカントリーリスク
- 社会
  - 三農問題
  - 雇用確保と失業問題
  - 所得格差の拡大
  - 腐敗・汚職問題
  - 環境汚染問題
- 政治
  - レアアースなどの禁輸措置

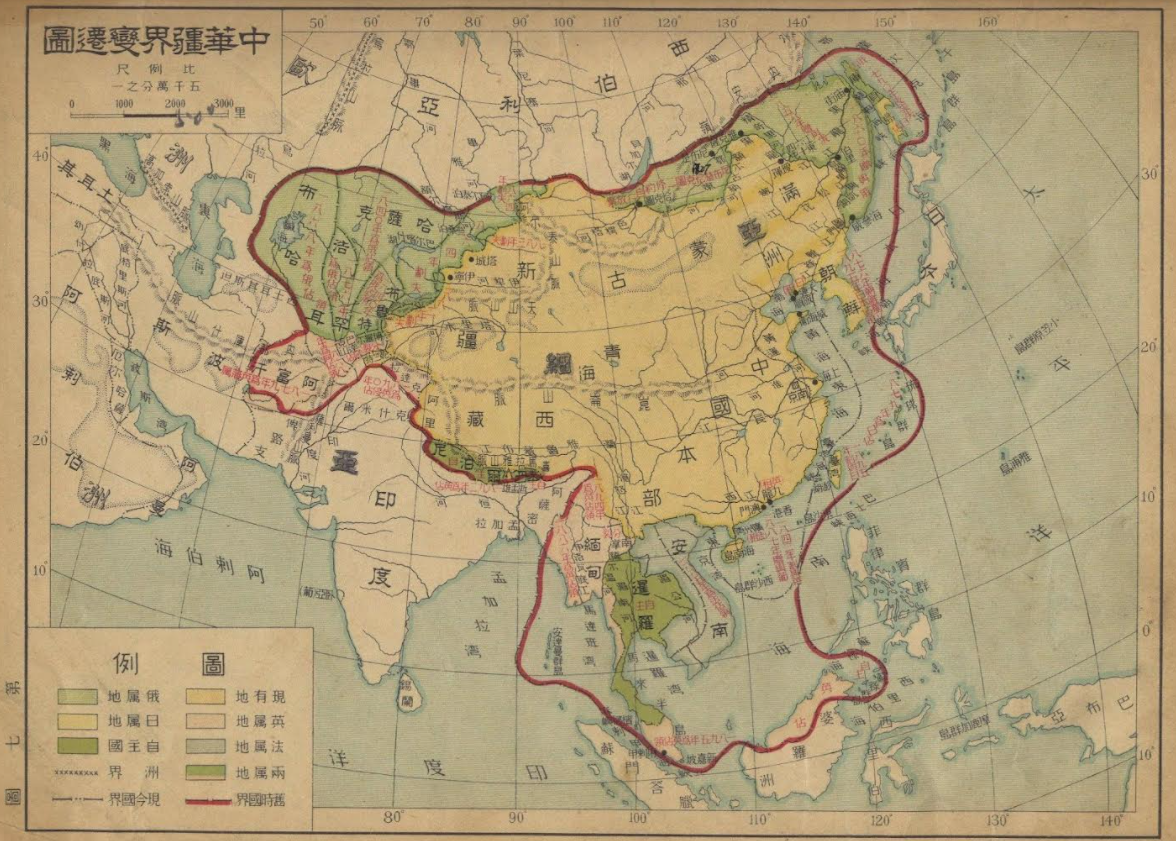
「国恥地図」とされている地図画像

  - 市場に対する中立性や法の支配の不明瞭さ（中国共産党一党独裁）詳細は、中華人民共和国#政治を参照のこと。
  - 安全保障問題 - 冷戦終結までは中ソ対立によるイデオロギー対立で、しこりが生じていた周辺の社会主義国（主にソ連・ソ連寄りの衛星国）や、一つの中国を巡る中華民国（台湾）との対立姿勢など、安全保障にまつわる諸問題。近年では、国威発揚のために容認され続けている民族主義・対外拡張主義に基づく地政学上で、周辺国との対立姿勢があらゆるレベルの商行為にもたらす害悪が懸念される。
  - 六場戦争 - 「①2020年から2025年にかけて台湾を取り返し、②2028年から2030年にかけてベトナムとの戦争で南沙諸島を奪回し、③2035年から2040年にかけて南チベット（アルナーチャル・プラデーシュ州）を手に入れるためインドと戦争を行い、④2040年から2045年にかけて尖閣諸島と沖縄を日本から奪回し、⑤2045年から2050年にかけて外蒙古（モンゴル国）を併合し、⑥2055年から2060年にかけてロシア帝国が清朝から奪った160万平方キロメートルの土地（外満州（旧樺太（現サハリン島）を含む）、江東六十四屯、パミール高原）を取り戻して国土を回復する」という六段階失地回復構想[6]。中国の『中国新聞網』や『文匯報』等で2013年7月に掲載された記事（中国政府の公式見解ではない）であり、オーストラリア国立大学研究員のGeoff Wadeも「一部の急進主義者の個人的な見解にすぎない」という見解を示している反面、「中国の国営新聞も報道しており、中国政府の非常に高いレベルで承認されたものとみなすことができ、また中国の「失われた国土の回復」計画はすでに1938年から主張されていた」とも指摘している[6]。詳細は「六場戦争」を参照の事。
- 共産主義
  - 民主集中制による共産党執権
  - 唯物史観や階級闘争のようなマルクス主義的な経済観、道徳観
  - レーニン主義的な反西側・反帝国主義

### チャイナリスクが顕在化した事例
- 1989年 天安門事件
- 1999年 投資公司の倒産
- 2005年 反日運動
- 2010年 尖閣諸島中国漁船衝突事件とレアアース輸出差し止め
- 2012年 反日活動、尖閣諸島購入に対する不買運動、日系企業への破壊行為
- 2019年-現在 香港民主化デモに対する、香港政府および北京当局による一連の弾圧
- 2023年 福島第一原子力発電所事故によるALPS処理水の海洋放出開始に対する反日活動

### リスクの内容
- 偽ブランド品の商標登録問題
- 知的財産権の保護、模倣品問題（カーゴ・カルト的）
- 技術・ノウハウの流出

これについて、ジェームズ・マックグレゴールは、著書『中国ビジネス最前線で学ぶ教訓』で、以下のように述べている。
- 現地人による過度の安全性の軽視と品質の低下
  - 一般に「値段」と「安全・信頼性」をはかりにかけると、前者の「値段」を重視する
- 不透明な市場の流れにより半ば横行している株式のインサイダー取引。
- 官僚の絶大な権力による法令の朝令暮改。
  - 行政手続きの不透明性

例えば『日経ビジネスオンライン』では、許可申請を少し変更したら、認可が下りるまでに4年かかった王子製紙のコメントのあとで以下のとおり結んでいる。
王子製紙の篠田和久社長は今回の経験について、こう語る。
- 中国のビジネスリスク
  - 中国の独特な環境のために起こるビジネスリスクで、特に近年、人件費の上昇、価格下落、代金回収問題、人民元切り上げ問題、中国の環境問題、中国の水危機の問題、中国製品の安全性問題、中国産食品の安全性の問題、電力危機、反日感情にまつわる不買・労働放棄の問題などが取り上げられる。

下記内容のいくらかは、中国脅威論と共通する部分が多い。
- 政治家・公務員の腐敗による贈収賄、職権濫用
- 特有の社会主義による労働運動、労働慣行
- 情報・人権に関する制限の問題 (日中記者交換協定も参照のこと)
- しばしば諸外国から不公正であると指摘される裁判制度
- 中国人民解放軍の軍事力の増大と、ナショナリズムによる周辺諸国との摩擦
  - 中国軍事脅威論に関連して、軍事転用可能なハイテクにおいては「ワッセナー・アレンジメント」で、日本から中国国内への移転ができないといった制限がある。

### 背景
改革開放後、漸次的に共産主義の経済制度を資本主義化・市場化していく過程で、多くの企業が中国へ進出した。
しかし、共産主義のもとで形成されていた経済制度や既得権益と、資本主義の下で活動していた企業の利益は各所で衝突。中国での経営では文化の差を超えて独特の経営慣行が求められることとなった。
日本や欧米を始めとする先進国では、普通選挙に基づく民主主義が政治体制として採用され、法の支配の下で基本的人権が保障されている。
しかし、中国では中国共産党が事実上の一党独裁によって権力を掌握しており、市民の力によって中国の民主化を目指した1989年の六四天安門事件も、中国人民解放軍の投入によって阻止された。
改革開放後も一党独裁体制を放棄する兆候はなく、人民解放軍の一部を暴徒鎮圧向けに改編した武装警察やインターネットにも及ぶ情報検閲などによって強権的に維持されている。
現在まで、中国に次々と進出する日本企業は、チャイナリスクを考慮した行動や対策を行ってこなかった。
これは、「政治的・歴史的な緊張関係にとらわれず、未来志向の経済協力による日中融和を目指す」という姿勢、言い換えれば日本企業の利益最優先主義の姿勢によるものであり、またチャイナリスクを考慮した行動を取ることは裏を返せば中国当局を徒に刺激することでもあったためだ。
しかし、その日本企業が当てにしていた中国において、在留日本人が暴力事件に巻き込まれる事件が多発し、日本企業が地下鉄工事や道路建設において競争入札の門前払いを喰らうなど、日本人に対する差別が原因と思われる事態が次々と発生。
2005年に中国全土へ広がった反日デモは、その中でも特に顕著な例であり、日本の総領事館にまで投石などが相次ぎ、取締りを行うべき治安部隊がその行為を黙認、中国政府は「日本側の態度が暴動の原因として」謝罪や賠償責任まで否定する状況に至った。

## 影響
中国でビジネスを行う企業にとってのチャイナリスクの問題は、主にリスクマネジメントなどの企業防衛の観点から、経営戦略上も決して無視することができない要素となっている。
特に日系企業の間ではタイやベトナム、インド、ロシアなど複数の新興国にも生産拠点を分散させたり、日本国内での生産に回帰する動きが広がっている（地方に工場を建設することで、製造業における雇用の促進にもなる）（下記チャイナプラスワンも参照）。
同様に、一般的な商取引においても日本企業と中国企業の間に、タイ・ベトナム・中華民国などの関連企業や商社を仲介させるといった手法により、中国との間に「中間となる存在」をワンクッション以上挟みこむことで、若干のコスト上昇するマイナスよりもひと度トラブルが勃発すれば巨額の経済的損失や知的財産の流出を発生させ企業の経営自体を揺るがしかねないリスクやチャイナ・ハラスメントの低減を優先させる動きもある。
知的財産権に対する認識の低さ、知的財産である先端技術の流出や模倣、中国産製品にまつわる品質面の諸問題などは経営戦略において軽視できない問題であり、これを警戒して、中国での製造は先端技術を用いないローエンドモデルの製品に限定したり、あるいは一部のパーツや組立用部材のみの製造にとどめ、日本国内や他の新興国の拠点でその後の最終組立を行っている企業や、先端技術を用いる最新機能を持つ製品やハイエンドモデルは知的財産の漏洩防止措置が配された日本国内の拠点で製造するという企業も存在している。
また、ハイエンド製品ではなくとも、より高い信頼性を要求される業務用向けなどの製品については中国以外の製造ラインを使用する企業もある。
パソコン業界でも、ローエンド帯の製品を主力商品としているオンキヨー（旧ソーテック）やMCJ系のマウスコンピューター・ユニットコムなどは、一時期「MADE IN CHINA」というイメージが根強かった大手家電メーカーのローエンド製品と暗示的に比較する形で、「日本国内の工場で製造している」という『安心感』を主要なセールスポイントの1つとして謳っている。現在ではノートパソコンを中心に富士通など一部の大手家電メーカーも日本国内でのマザーボード製造・本体組立に回帰する傾向を見せている。
また、原材料・部品や鉱物資源・レアアースの輸入においても、2010年9月の尖閣諸島中国漁船衝突事件後に中国が行った輸出規制以降、中国政府の資源供給を政治的武器として使用する姿勢や中国の国内情勢そのものをリスク要因と捉えて、中国国内への一極集中の依存から脱却し、中国以外の国からも安定的な入手が可能になる様に入手経路の構築を図ったり、レアアースレス（レアアースの不使用・使用量減）やリサイクル技術・代替品の開発・研究を行うなど、「中国離れ」を模索する動きが各産業で見られる様になった。この結果、中国のレアアースの日本向け輸出量は2011年に前年比34%減を記録し、その後も減少傾向にある。

### チャイナプラスワン
チャイナリスクを回避するためのリスクマネジメントの手法の1つにチャイナ・プラス・ワン(China plus one)、あるいは中国プラス1がある。
これは中国向けの投資やビジネスを行いつつもあえて中国一国に集中させず、平行して他の国においても一定規模の投資や商取引を展開し、リスクの分散化と低減を図る企業動向である。
中国以外の他国の候補地としては、インドやベトナムなど他のアジア諸国が多い。
中国の製造業への投資が近年鈍化傾向となった要因の一つとして指摘されている。

## 過去に起きた事例
- 東日本旅客鉄道（JR東日本）による新幹線E2系電車の技術提供により、鉄道車両開発された中国高速鉄道CRH2型電車、および中国高速鉄道CRH380A型電車に関して、アメリカ合衆国連邦議会の超党派諮問機関「米中経済安保調査委員会」は「中国企業が外国技術を盗用した最も酷い実例」と明記した。
- 中華人民共和国の特別行政区である、香港の企業が企画した学研の地球儀が、中国国内の工場を出荷される間際に「台湾」の表記をめぐり、中国政府が出荷を差し止めの圧力を加え、一連の騒動によって、結果的に学研は販売停止に追い込まれた。
- 上海市にある日本人学校で使用するために取り寄せた日本の図書を、上海税関は中華人民共和国出版管理条例に違反すると認定し、一部を差し止めた。
- 北京市で行われたテニス大会で、伊達公子がPM2.5に対する不快感をあらわにしている。初戦勝利の後に頭痛に悩まされはじめ「今の私にはこのどんよりした景色をみるだけで気分が悪くなり、さらに体調が悪くなるんじゃないかって怖くなってくる」と述べるなど日に日に事態は深刻化。少しでも早い北京脱出を願い、ホテルの部屋にこもっていたという[11]。
- 外国企業に対して、デジタル機器に用いられるソフトウェアのソースコードを強制的に開示させる「ITセキュリティー製品の強制認証制度」を2009年5月から導入するとしている。
- 北京松下（パナソニック）にて「退職を迫られた中国人従業員約600人」が「日本人社長」を6時間にわたって取り囲む。不況のために70％の人員削減をしようと試みたが、中国当局がそれを禁止した。パナソニックは赤字運営を続けざるをえなくなっている。
- 提督の決断III#中華人民共和国での抗議
- 中華人民共和国における「Hearts of Iron」シリーズ販売禁止